# چرم‌دیل
چرم‌دیل (به لاتین: Çərmədil) یک منطقه مسکونی در جمهوری آذربایجان است که در شهرستان اسماعیللی واقع شده است.